# Liste der Torschützenkönige der 2. Fußball-Bundesliga

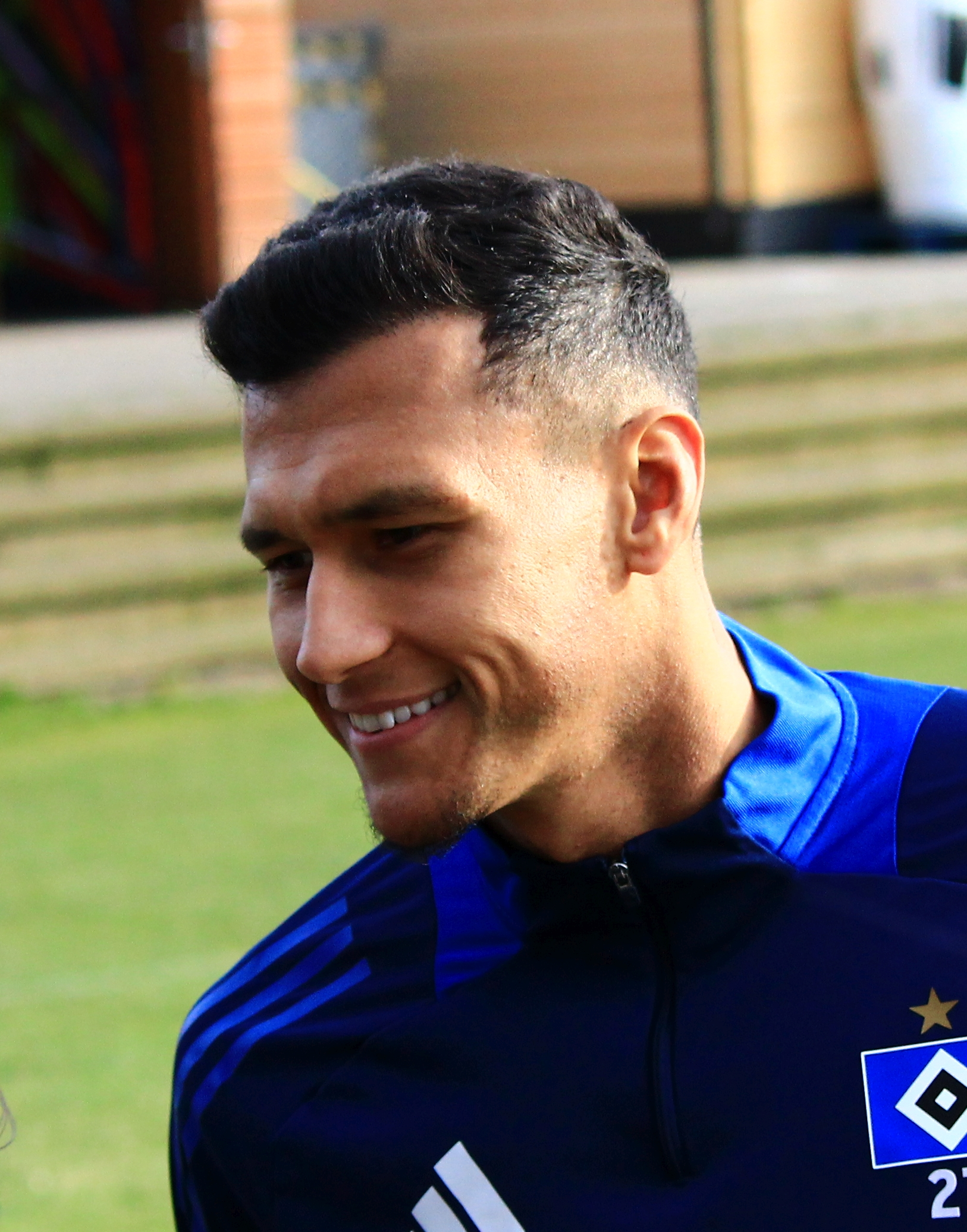
Davie Selke ist aktueller Torschützenkönig der 2. Bundesliga.

Die Liste der Torschützenkönige der 2. Fußball-Bundesliga führt alle Torschützenkönige der 2. Fußball-Bundesliga seit deren Gründung zur Saison 1974/75 auf. Im weiteren Teil werden die erfolgreichsten Spieler und erfolgreichsten Vereine genannt. Torschützenkönig wird derjenige Spieler, der im Verlauf einer Bundesligasaison die meisten Tore erzielt. Seit der Saison 2019/20 wird der erfolgreichste Torjäger der 2. Bundesliga von der Sportzeitschrift Kicker mit der Torjägerkanone ausgezeichnet. In den vergangenen 48 Spielzeiten wurden 55 verschiedene Spieler Torschützenkönig der 2. Bundesliga.
Erfolgreichster Spieler ist Simon Terodde, der viermal bester Torjäger war. Emanuel Günther wurde dreimal Torschützenkönig, jeweils zweimal schafften dies Marek Mintál, Siegfried Reich, Angelo Vier und Artur Wichniarek. Erster ausländischer Torschützenkönig wurde 1988 der Senegalese Souleymane Sané vom SC Freiburg. Dreimal teilten sich zwei Spieler die Torjägerkrone, in den Saisons 2008/09, 2011/12 und 2023/24 gab es sogar drei Torschützenkönige. Erfolgreichster Verein ist Arminia Bielefeld mit sieben Torschützenkönigen. 29 Mal stieg der erfolgreichste Torjäger mit seiner Mannschaft in die Bundesliga auf. Ein Kuriosum gelang Angelo Vier, der 1997 als Torschützenkönig mit seinem damaligen Verein Rot-Weiss Essen absteigen musste.
Seit der Gründung der 2. Fußball-Bundesliga im Jahre 1974 hat es durch Modusänderungen unterschiedlich viele Saisonspiele gegeben. Zwischen 1974 und 1994 trug jede Mannschaft in der Regel 38 Saisonspiele aus. In der Saison 1979/80 wurden in der Südgruppe 40 Spiele ausgetragen. Ein Jahr später umfasste die Saison der Nordgruppe 42 Spiele. In der Saison 1991/92 spielten alle Vereine 32 und ein Jahr später 46 Mal. Seit der Saison 1994/95 absolviert jeder Verein pro Saison 34 Partien.

## Liste der Torschützenkönige

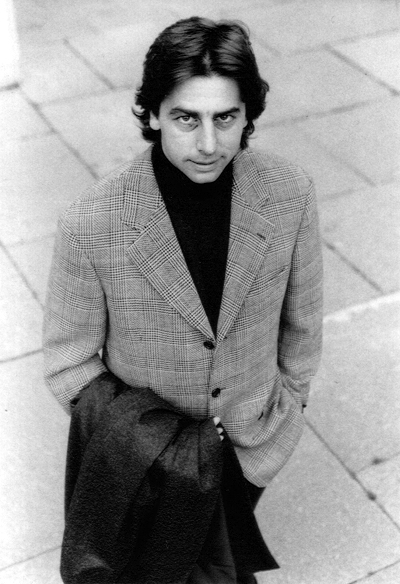
Siegfried Reich (Torschützenkönig 1987 und 1993)

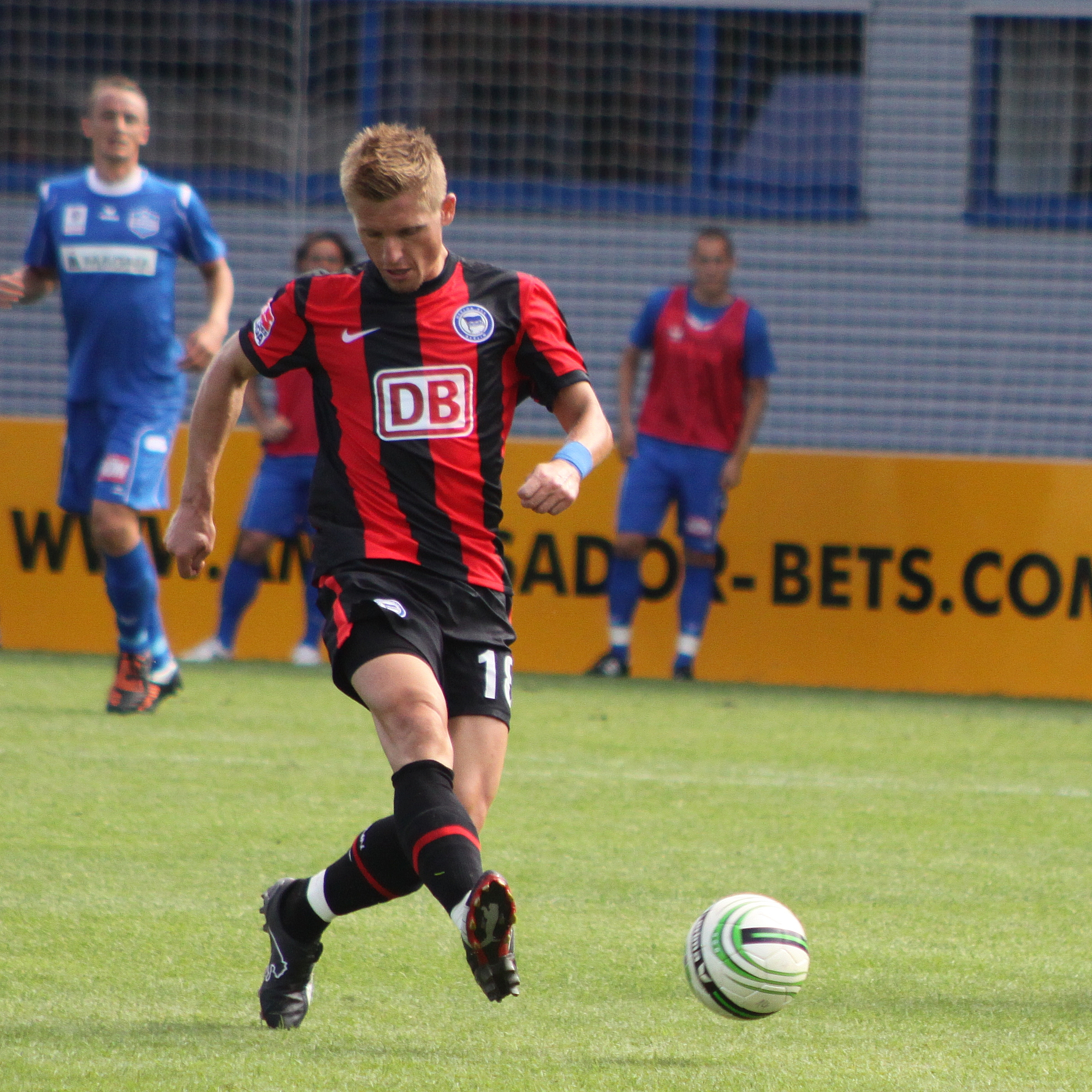
Artur Wichniarek (Torschützenkönig 2001 und 2002)

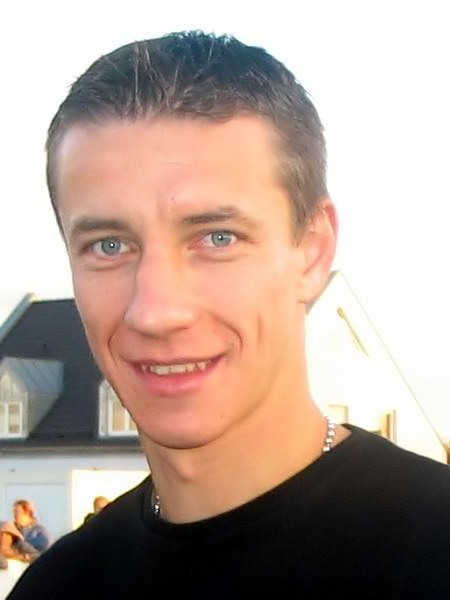
Marek Mintál (Torschützenkönig 2004 und 2009)

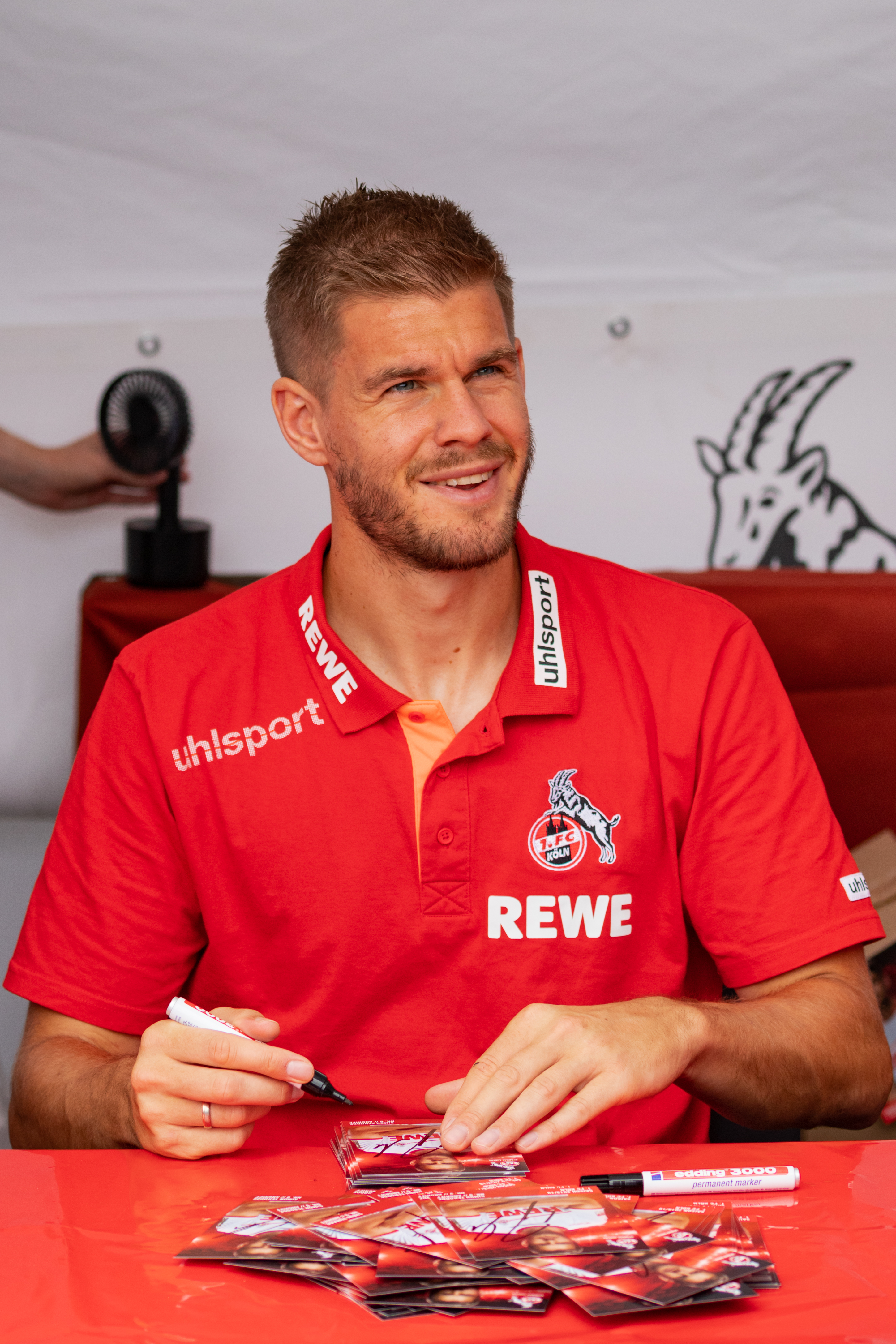
Simon Terodde ist mit vier Titeln als Torschützenkönig Rekordhalter.

- Saison: Nennt die Saison, in der der Spieler Torschützenkönig wurde. „N“ steht dabei für die Nordstaffel, „S“ für die Südstaffel.
- Name: Die Namen von derzeit in der 2. Bundesliga aktiven Spielern sind fett hervorgehoben. Spieler, die derzeit in der 1. Bundesliga aktiv sind, sind kursiv geschrieben.
- Alter: Stichtag ist jeweils der 30. Juni.

| Saison                                       | Spieler                | Verein                      | Tore | Alter |
| -------------------------------------------- | ---------------------- | --------------------------- | ---- | ----- |
| 1974/75 N                                    | Volker Graul           | Arminia Bielefeld           | 29   | 23    |
| 1974/75 S                                    | Bernd Hoffmann         | Karlsruher SC               | 25   | 28    |
| 1975/76 N                                    | Norbert Stolzenburg    | Tennis Borussia Berlin      | 27   | 24    |
| 1975/76 S                                    | Karl-Heinz Granitza    | SV Röchling Völklingen      | 29   | 24    |
| 1976/77 N                                    | Franz Gerber           | FC St. Pauli                | 27   | 23    |
| 1976/77 S                                    | Lothar Emmerich        | FV Würzburg 04              | 24   | 35    |
| 1977/78 N                                    | Horst Hrubesch         | Rot-Weiss Essen             | 41   | 27    |
| 1977/78 S                                    | Emanuel Günther        | Karlsruher SC               | 27   | 23    |
| 1978/79 N                                    | Karl-Heinz Mödrath     | SC Fortuna Köln             | 28   | 27    |
| 1978/79 S                                    | Eduard Kirschner       | SpVgg Fürth                 | 33   | 25    |
| 1979/80 N                                    | Christian Sackewitz    | Arminia Bielefeld           | 35   | 24    |
| 1979/80 S                                    | Emanuel Günther        | Karlsruher SC               | 29   | 25    |
| 1980/81 N                                    | Frank Mill             | Rot-Weiss Essen             | 40   | 22    |
| 1980/81 S                                    | Horst Neumann          | SV Darmstadt 98             | 26   | 28    |
| 1981/82                                      | Rudi Völler            | TSV 1860 München            | 37   | 22    |
| 1982/83                                      | Dieter Schatzschneider | SC Fortuna Köln Hannover 96 | 31   | 25    |
| 1983/84                                      | Emanuel Günther        | Karlsruher SC               | 30   | 29    |
| 1983/84                                      | Roland Wohlfarth       | MSV Duisburg                | 30   | 21    |
| 1984/85                                      | Manfred Burgsmüller    | Rot-Weiß Oberhausen         | 29   | 35    |
| 1985/86                                      | Leo Bunk               | Blau-Weiß 90 Berlin         | 26   | 23    |
| 1986/87                                      | Siegfried Reich        | Hannover 96                 | 26   | 27    |
| 1987/88                                      | Souleymane Sané        | SC Freiburg                 | 21   | 27    |
| 1988/89                                      | Sven Demandt           | Fortuna Düsseldorf          | 35   | 24    |
| 1989/90                                      | Maurice Banach         | SG Wattenscheid 09          | 21   | 22    |
| 1990/91                                      | Michael Tönnies        | MSV Duisburg                | 29   | 31    |
| 1991/92 N                                    | Radek Drulák           | VfB Oldenburg               | 21   | 30    |
| 1991/92 S                                    | Michael Preetz         | 1. FC Saarbrücken           | 17   | 24    |
| 1992/93                                      | Siegfried Reich        | VfL Wolfsburg               | 27   | 33    |
| 1993/94                                      | Uwe Wegmann            | VfL Bochum                  | 22   | 30    |
| 1994/95                                      | Jürgen Rische          | VfB Leipzig                 | 17   | 24    |
| 1995/96                                      | Fritz Walter           | Arminia Bielefeld           | 21   | 35    |
| 1996/97                                      | Angelo Vier            | Rot-Weiss Essen             | 18   | 25    |
| 1997/98                                      | Angelo Vier            | FC Gütersloh                | 18   | 26    |
| 1998/99                                      | Bruno Labbadia         | Arminia Bielefeld           | 28   | 33    |
| 1999/00                                      | Tomislav Marić         | Stuttgarter Kickers         | 21   | 27    |
| 2000/01                                      | Olivier Djappa         | SSV Reutlingen 05           | 18   | 31    |
| 2000/01                                      | Artur Wichniarek       | Arminia Bielefeld           | 18   | 24    |
| 2001/02                                      | Artur Wichniarek       | Arminia Bielefeld           | 20   | 25    |
| 2002/03                                      | Andrij Woronin         | 1. FSV Mainz 05             | 20   | 23    |
| 2003/04                                      | Francisco Copado       | SpVgg Unterhaching          | 18   | 29    |
| 2003/04                                      | Marek Mintál           | 1. FC Nürnberg              | 18   | 26    |
| 2004/05                                      | Lukas Podolski         | 1. FC Köln                  | 24   | 20    |
| 2005/06                                      | Christian Eigler       | SpVgg Greuther Fürth        | 18   | 22    |
| 2006/07                                      | Giovanni Federico      | Karlsruher SC               | 19   | 26    |
| 2007/08                                      | Milivoje Novakovič     | 1. FC Köln                  | 20   | 29    |
| 2008/09                                      | Benjamin Auer          | Alemannia Aachen            | 16   | 28    |
| 2008/09                                      | Cédric Makiadi         | MSV Duisburg                | 16   | 25    |
| 2008/09                                      | Marek Mintál           | 1. FC Nürnberg              | 16   | 32    |
| 2009/10                                      | Michael Thurk          | FC Augsburg                 | 23   | 34    |
| 2010/11                                      | Nils Petersen          | Energie Cottbus             | 25   | 22    |
| 2011/12                                      | Alex Meier             | Eintracht Frankfurt         | 17   | 29    |
| 2011/12                                      | Olivier Occéan         | SpVgg Greuther Fürth        | 17   | 30    |
| 2011/12                                      | Nick Proschwitz        | SC Paderborn 07             | 17   | 25    |
| 2012/13                                      | Domi Kumbela           | Eintracht Braunschweig      | 19   | 29    |
| 2013/14                                      | Mahir Sağlık           | SC Paderborn 07             | 15   | 31    |
| 2013/14                                      | Jakub Sylvestr         | FC Erzgebirge Aue           | 15   | 25    |
| 2014/15                                      | Rouwen Hennings        | Karlsruher SC               | 17   | 27    |
| 2015/16                                      | Simon Terodde          | VfL Bochum                  | 25   | 28    |
| 2016/17                                      | Simon Terodde          | VfB Stuttgart               | 25   | 29    |
| 2017/18                                      | Marvin Ducksch         | Holstein Kiel               | 18   | 24    |
| 2018/19                                      | Simon Terodde          | 1. FC Köln                  | 29   | 31    |
| 2019/20                                      | Fabian Klos            | Arminia Bielefeld           | 21   | 32    |
| 2020/21                                      | Serdar Dursun          | SV Darmstadt 98             | 27   | 29    |
| 2021/22                                      | Simon Terodde          | FC Schalke 04               | 30   | 34    |
| 2022/23                                      | Tim Kleindienst        | 1. FC Heidenheim            | 25   | 27    |
| 2023/24                                      | Christos Tzolis        | Fortuna Düsseldorf          | 22   | 22    |
| 2023/24                                      | Robert Glatzel         | Hamburger SV                | 22   | 30    |
| 2023/24                                      | Haris Tabaković        | Hertha BSC                  | 22   | 29    |
| 2024/25                                      | Davie Selke            | Hamburger SV                | 22   | 30    |
| Aufsteiger Bundesliga Absteiger Rekordmarken |                        |                             |      |       |

## Ranglisten
| Rang | Spieler          | Titel | Jahr(e)                |
| ---- | ---------------- | ----- | ---------------------- |
| 1    | Simon Terodde    | 4     | 2016, 2017, 2019, 2022 |
| 2    | Emanuel Günther  | 3     | 1978, 1980, 1984       |
| 3    | Marek Mintál     | 2     | 2004, 2009             |
|      | Siegfried Reich  | 2     | 1987, 1993             |
|      | Angelo Vier      | 2     | 1997, 1998             |
|      | Artur Wichniarek | 2     | 2001, 2002             |

| Rang | Verein               | Titel |
| ---- | -------------------- | ----- |
| 1    | Arminia Bielefeld    | 7     |
| 2    | Karlsruher SC        | 6     |
| 3    | MSV Duisburg         | 3     |
|      | Rot-Weiss Essen      | 3     |
|      | SpVgg Greuther Fürth | 3     |
|      | 1. FC Köln           | 3     |
| 7    | SV Darmstadt 98      | 2     |
|      | Hannover 96          | 2     |
|      | SC Fortuna Köln      | 2     |
|      | 1. FC Nürnberg       | 2     |
|      | SC Paderborn 07      | 2     |
|      | VfL Bochum           | 2     |
|      | Fortuna Düsseldorf   | 2     |
|      | Hamburger SV         | 2     |

| Rang | Land                    | Titel |
| ---- | ----------------------- | ----- |
| 1    | Deutschland             | 50    |
| 2    | Slowakei                | 3     |
| 3    | DR Kongo                | 2     |
|      | Polen                   | 2     |
| 5    | Italien                 | 1     |
|      | Kamerun                 | 1     |
|      | Kroatien                | 1     |
|      | Tschechoslowakei        | 1     |
|      | Senegal                 | 1     |
|      | Slowenien               | 1     |
|      | Spanien                 | 1     |
|      | Ukraine                 | 1     |
|      | Kanada                  | 1     |
|      | Türkei                  | 1     |
|      | Griechenland            | 1     |
|      | Bosnien und Herzegowina | 1     |

Stand: Ende der Saison 2023/24.

## Besonderheiten
Erfolgreichster Spieler mit vier Auszeichnungen als Torschützenkönig ist Simon Terodde; in jeder dieser Spielzeiten spielte er für einen anderen Verein. Ansonsten gelang es Siegfried Reich und Angelo Vier, mit zwei verschiedenen Vereinen Torschützenkönig zu werden. Neben Vier und Terodde konnte nur Artur Wichniarek seinen Titel verteidigen. Sieben Spieler konnten, nachdem sie bereits in der 2. Bundesliga Torschützenkönig worden waren, auch in der ersten Bundesliga erfolgreichster Torschütze einer Saison werden. Marek Mintál und Rudi Völler schafften dies jeweils ein Jahr nach dem Titelgewinn in der 2. Bundesliga, Mintál sogar mit dem gleichen Verein. Darüber hinaus wurden Horst Hrubesch, Michael Preetz, Roland Wohlfarth und Alex Meier Torschützenkönig der 1. Bundesliga, nachdem sie bereits in der 2. Bundesliga den Titel gewonnen hatten. Umgekehrt wurden Lothar Emmerich und Fritz Walter erst in der ersten und danach in der 2. Bundesliga Torschützenkönig. Marek Mintál wurde zweimal Torschützenkönig der 2. Bundesliga und war dazwischen bester Torjäger der ersten Bundesliga.
Lothar Emmerich, Marek Mintál und Souleyman Sané sind die einzigen Torschützenkönige der 2. Bundesliga, die in einer ausländischen ersten Liga ebenfalls beste Torschützen einer Saison wurden. Emmerich wurde 1970 Torschützenkönig der belgischen Erste Division. In der Saison 1994/95 war Souleyman Sané Torschützenkönig der österreichischen Bundesliga. 2002 und 2003 war Marek Mintál Torschützenkönig der slowakischen Mars superliga.
Von den insgesamt 59 Torschützenkönigen stammten 17 aus dem Ausland. Erster ausländischer Torschützenkönig war der Senegalese Souleyman Sané 1988. Anhand der Anzahl der Legionäre lässt sich auch die Globalisierung im Profifußball beobachten. Während erst im 14. Jahr der 2. Bundesliga mit Sané erstmals ein Ausländer Torschützenkönig wurde, stammten in den zehn Jahren von 1999/2000 bis 2008/09 elf von vierzehn (bzw. neun von zwölf verschiedenen) Torschützenkönigen nicht aus Deutschland.